# Falešné přiznání

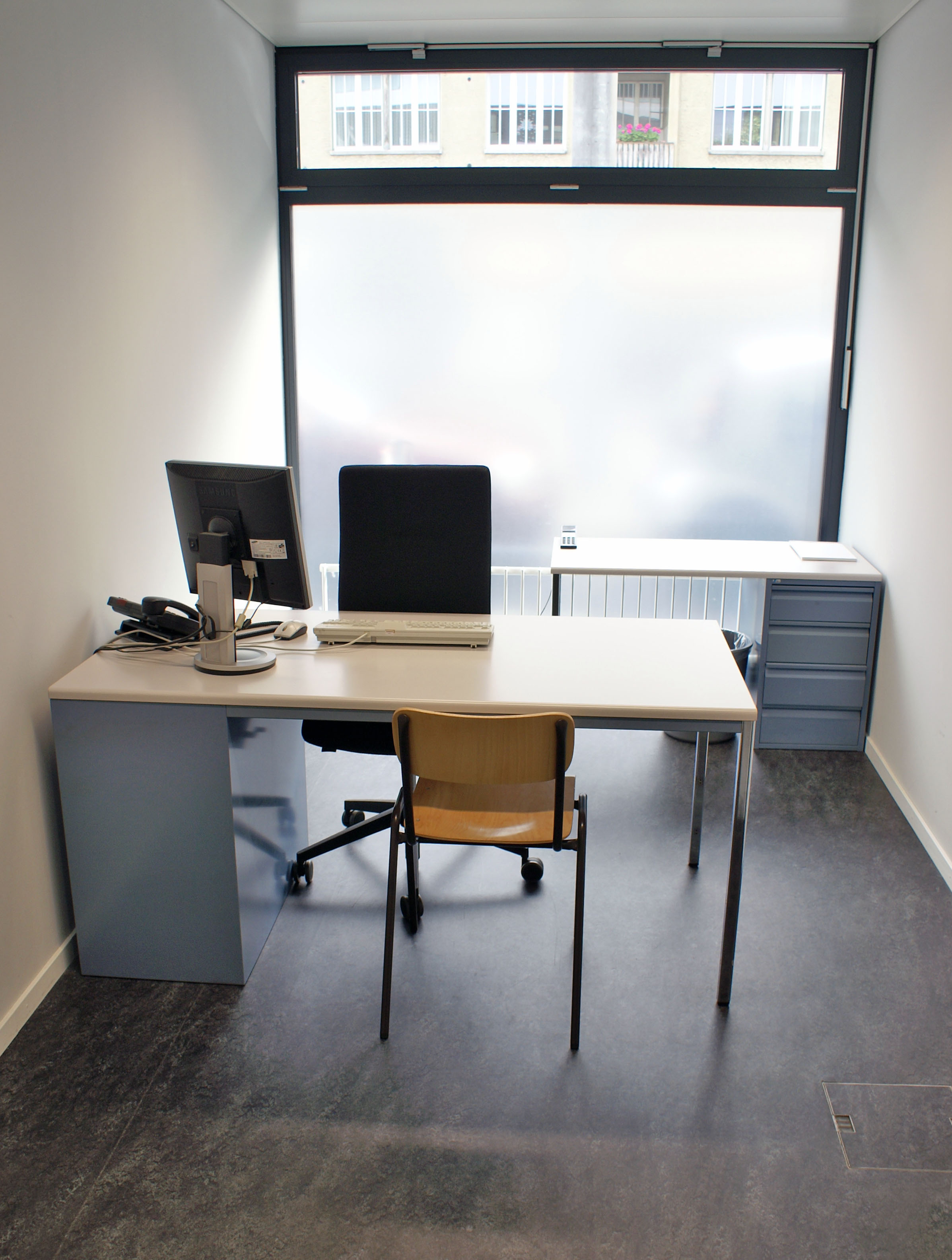
Policejní výslechová místnost, kde se často uděje falešné přiznání

Falešné přiznání je přiznání viny za trestný čin, který dotyčný nespáchal. Ačkoli se takové přiznání může zdát nepřirozené, falešná přiznání mohou být učiněna dobrovolně, například za účelem ochrany jiné osoby, nebo vynucena prostřednictvím nátlakových výslechových metod. Studie ukazují, že k nepravdivým doznáním jsou náchylnější osoby s vysokou mírou manipulovatelnosti. Zvláště zranitelní jsou mladí lidé, kteří mají v podmínkách stresu, únavy nebo traumatu výrazně vyšší pravděpodobnost přiznat se k činu, který nespáchali, než dospělí. Stovky nevinných osob byly na základě falešných přiznání odsouzeny, uvězněny, a dokonce někdy i odsouzeny k smrti. Po letech však zproštěni obvinění, často díky novým důkazům, například DNA analýzám.
Až zveřejnění několika šokujících případů nepravdivých doznání v 80. letech 20. století a rozvoj forenzní vědy umožnily odhalit rozsah justičních omylů a roli, kterou v nich sehrála falešná přiznání. Falešná přiznání se odlišují od vynucených doznání, kdy je přiznání viny získáno použitím mučení či jiných forem donucení.